# Hasîcivka, Horodnea
Hasîcivka (în ucraineană Гасичівка) este un sat în comuna Moșcenka din raionul Horodnea, regiunea Cernihiv, Ucraina.

## Demografie
Componența lingvistică a localității Hasîcivka
     Ucraineană (100%)
Conform recensământului din 2001, toată populația localității Hasîcivka era vorbitoare de ucraineană (100%).